# Адамс (окръг, Пенсилвания)
Вижте пояснителната страница за други значения на Адамс.
Окръг Адамс (на английски: Adams County) е окръг в щата Пенсилвания, Съединени американски щати. Площта му е 1352 km², а населението – 102336 души (2017). Административен център е град Гетисбърг.